# گیتکی
گیتکی (به لاتین: Gietki) یک روستا در لهستان است که در گمینا کولنو (استان پودلاسکی) واقع شده‌است. گیتکی ۲۰۰ نفر جمعیت دارد.